# Transvanguarda
A Transvanguarda é um movimento artístico italiano da pós-modernidade. O termo foi criado, em 1979, pelo crítico Achille Bonito Oliva, para uma série de pintores italianos.
Nasceu nos primeiros anos da década de 1980, em contraste com a arte povera, movimento anterior de moda até então na Itália. A trans-vanguarda teorizava o regresso à alegria e às cores da pintura após alguns anos de dominação da arte conceitual.
O movimento teve como protagonistas um quinteto de artistas: Sandro Chia, Enzo Cucchi, Francesco Clemente, Nicola De Maria e Mimmo Paladino. À parte pode ser mencionado o artista grego Jannis Kounellis.
Os transvanguardistas caracterizam-se por um ecleticismo subjetivo, no qual os artistas voltam para uma linguagem pictórica clássica. Recorrem a temas mitológicos clássicos como o minotauro ou o ciclope e a temas heroicos com grande expressividade cromática. Outra das suas características é o "nomadismo", o artista é livre para transitar em qualquer época ou estilo do passado, tomando livremente qualquer referência de outros autores. Realizam obras geralmente figurativas, com referências iconográficas, com gosto pelo fragmentar (fragmentos de obras do passado).
A sua principal influência vêm do Maneirismo, bem como do Renascimento e do Barroco. Embora recusem a vanguarda, tomam elementos de artistas do século, nomeadamente das vanguardas históricas. O resultado é uma mistura indiscriminada de temas e de estilos ("pastiche"). O artista trans-vanguardista destaca-se pelo seu individualismo, ao contrário da vanguarda eles não querem influir na sociedade nem provocar uma transformação da arte.
É uma tendência parecida ao neo-expressionismo, a nova imagem, o graffiti, o bad painting ou a pattern & decoration.